# Martha MacCallum
Martha Bowes MacCallum (Buffalo, 31 de janeiro de 1964) é uma jornalista estadunidense. Ela é a apresentadora de The Story with Martha MacCallum no canal Fox News.